# جون أندروز (تنس)
جون أندروز (بالإنجليزية: John Andrews)‏ مواليد 5 فبراير 1952 في هيوستن، هو لاعب كرة مضرب أمريكي سابق وكان يلعب باليد اليمنى. أعلى تصنيف له في الفردي كان المركز الـ 64 في سنة 1975. حقق لقبا واحدا وأنهى مسيرته بسجل 28–49 في الفردي.

## روابط خارجية
- جون أندروز على موقع رابطة محترفي التنس (الإنجليزية)
- جون أندروز على موقع الاتحاد الدولي لكرة المضرب (الإنجليزية)
- جون أندروز على موقع خلاصة التنس.كوم (الإنجليزية)